# (35933) 1999 JD117
1999 JD117 (asteroide 35933) é um asteroide da cintura principal. Possui uma excentricidade de 0.21701920 e uma inclinação de 3.39886º.
Este asteroide foi descoberto no dia 13 de maio de 1999 por LINEAR em Socorro.